# Лудвиг Гюнтер фон Насау
Лудвиг Гюнтер фон Насау (на немски: Ludwig Günther von Nassau; * 15 февруари 1575, Диленбург; † 12 септември 1604 пред Слойс) е граф на Насау-Катценелнбоген и нидерландски генерал-лейтенант на кавалерията през Осемдесетгодишната война.

## Живот
Той е най-малкият син на граф Йохан VI фон Насау-Диленбург (1536 – 1606) и първата му съпруга Елизабет фон Лойхтенберг (1537 – 1579), дъщеря на ландграф Георг фон Лойхтенбергг и Барбара фон Бранденбург-Ансбах-Кулмбах. Братята му са Вилхелм Лудвиг (1560 – 1620), Йохан VII (1561 – 1623), Георг (1562 – 1623), Филип (1566 – 1595) и Ернст Казимир (1573 – 1632).
През 1596 г. Лудвиг Гюнтер е доброволец при превземането на Кадис. Той се бие при брат си Вилхелм Лудвиг и братовчед си Мориц Орански. През 1600 г. става нидерландски генерал-лейтенант на кавалерията. През 1602 г. участва при нападението на Люксембург.
Лудвиг Гюнтер умира от температура на 12 септември 1604 г. на 29 години при обдсадата на Слойс, Зеландия, Нидерландия.

## Фамилия
Лудвиг Гюнтер фон Насау се жени на 7 юни 1601 г. в Арнхайм, Гелдерланд, за графиня Анна Маргарета фон Мандершайд-Геролщайн (* 10 август 1575; † 4 март 1606), вдовица на граф Вирих VI фон Даун-Фалкенщайн († 1598), дъщеря на граф Йохан Герхард фон Мандершайд-Геролщайн (1536 – 1611) и Маргарета вилд-и Рейнграфиня Нойвил-Даун (1540 – 1600). Те имат една дъщеря:
- Мария (* май 1603, Хага)

Той има незаконен син:
- Филип († сл.1616)